# Шанай-тимпишка
Шанай-тимпишка (Shanay-timpishka, на местния език означаващо „кипяща от топлината на слънцето“) е перуанска река с много топла вода с дължина от 6,4 километра или 4 мили, ширина 25 метра и дълбочина 6 метра. Температурата ѝ варира между 50 и 90 °C, като на места достига 100 °C. Известна също като „кипящата река“, тя преминава през тропическите гори на Амазонка, в близост до свещеното място Маянтуяку (Mayantuyacu).
Реката започва от масивна скала, чиято форма наподобява глава на змия. Според легендата, водата на реката е толкова гореща, защото се отоплява от духа на гигантска змия, „майката на водите“. Най-близкият активен вулкан е на около 650 километра, въпреки това водите на Шанай-тимпишка поддържат високи температури. На някои места е възможно да се плува, особено след обилни валежи, което понижава температурата.
Според някои изследвания, проведени от National Geographic в сътрудничество с Андрес Русо, генетичният материал, взет от някои организми в близост до реката, принадлежи към неизвестни видове. Начинът, по който речната вода се загрява до такива високи температури, все още не е напълно изяснен. Най-вероятната хипотеза e, че това геотермално явление се дължи на предварително загрята вода дълбоко в недрата на земята.